# Бенґт Їнґше
Бенґт Їнґше (швед. Bengt Gingsjö; 15 квітня 1952 — 14 вересня 2022) — шведський плавець.
Учасник Олімпійських Ігор 1972, 1976 років.
Призер Чемпіонату світу з водних видів спорту 1973 року.
Призер Чемпіонату Європи з водних видів спорту 1974 року.